# 关星
关星（1981年—），中国足球裁判，毕业于北京体育大学，中超联赛主裁判、国际级主裁判。
关星2015年开始担任中超联赛主裁判。2017年，他晋升为国际级主裁判。